# Il cavaliere Gluck
Il cavaliere Gluck. Memorie dell'anno 1809 è un racconto di E.T.A. Hoffmann, che apparve inizialmente sulla rivista musicale Allgemeine musikalische Zeitung il 15 febbraio 1809 e nel primo tomo  dei Pezzi fantastici alla maniera di Callot pubblicato nel 1814.
Il compositore Christoph Willibald Gluck, morto nel 1787, ispirò il narratore dell'inizio del 1800.

## Trama
Il narratore incontra casualmente e più volte un musicista molto bizzarro. Entrambi stimano e conoscono la produzione lirica di Mozart e di Christoph Willibald Gluck, e a entrambi rincresce la prassi rappresentativa di un'opera. Quando fu rappresentata l'Armida, ed essi furono nuovamente insoddisfatti, il narratore ebbe un'esperienza curiosa: lo straniero lo condusse a casa sua e suonò al piano l'Armida. Le pagine dello spartito, che il narratore allibito doveva girare, erano vuote. Poi il dotato musicista cantò le scene principali dell'opera. 
Questa curiosa esperienza stupì il narratore, dovette infatti ammettere che Gluck aveva interpretato l'opera come avrebbe dovuto essere rappresentata. Il punto più alto della breve novella è il momento della rivelazione dell'identità del misterioso straniero: "sono il cavaliere Gluck". 